# Communauté de communes des Monts d’Arrée
Die Communauté de communes des Monts d’Arrée ist ein ehemaliger französischer Gemeindeverband mit der Rechtsform einer Communauté de communes im Département Finistère in der Region Bretagne. Der Gemeindeverband wurde am 15. Dezember 1994 gegründet und bestand aus fünf Gemeinden. Der Verwaltungssitz befand sich im Ort Huelgoat.

## Historische Entwicklung
Mit Wirkung vom 1. Januar 2017 fusionierte der Gemeindeverband mit der Communauté de communes du Yeun Elez und bildete so die Nachfolgeorganisation Monts d’Arrée Communauté.

## Ehemalige Mitgliedsgemeinden
1. Berrien
2. Bolazec
3. Huelgoat
4. Locmaria-Berrien
5. Scrignac